# Andrew Feustel
Andrew Jay Feustel (Lancaster, 25 augustus 1960) is een Amerikaans ruimtevaarder. Feustels eerste ruimtevlucht was STS-125 met de spaceshuttle Atlantis op 11 mei 2009. Tijdens de missie werd er gewerkt aan de ruimtetelescoop Hubble om de levensduur te verlengen.
Feustel maakte deel uit van NASA Astronautengroep 18. Deze groep van 17 ruimtevaarders begon hun training in 2000 en had als bijnaam The Bugs. 
Hij heeft twee ruimtevluchten op zijn naam staan. Tijdens zijn missies maakte hij in totaal zes ruimtewandelingen. 
Feustel nam in 2018 deel aan ISS-Expeditie 55 en ISS-Expeditie 56. In mei 2018 kwam er een filmpje online waarin de astronaut er tijdens een ruimtewandeling achter kwam dat er geen geheugenkaart in de camera zat waarmee werkzaamheden aan de buitenkant van het ruimtestation ISS moesten worden gedocumenteerd.
1. ↑  Houston, we have no memory card, nos.nl, 18 mei 2018. Gearchiveerd op 6 augustus 2018.